# 布拉斯·亞諾
布拉斯·安東尼奧·亞諾·拉莫斯（西班牙語：Blas Antonio Llano Ramos；1966年10月24日—）是巴拉圭的政治人物，出生於巴拉圭米西奧內斯省的首府聖胡安包蒂斯塔圖斯特佩克，後畢業於巴拉圭天主教大學法學與外交學院。
亞諾為真正激進自由黨黨員，並於2005年－2007年與2010年－2013年間擔任該黨主席。他於1993年當選並擔任巴拉圭眾議院中央省選區的議員，多次獲選連任，2008年選舉後轉任巴拉圭參議院議員至今。此外他曾於2008年－2009年擔任巴拉圭司法與勞動部部長，並於2014年－2015年及2019年－2020年間兩度擔任巴拉圭參議院議長。